# Kolsva brukskyrka
Kolsva brukskyrka är en kyrkobyggnad som tillhör Malma församling i Västerås stift. Kyrkan ligger i samhället Kolsva i Köpings kommun.

## Kyrkobyggnaden
Kyrkobyggnaden uppfördes 1939 som församlingshem och invigdes 31 mars 1940 av domprost Ernst Enocksson. År 1961 byggdes gudstjänstlokalen om och en sakristia tillkom. Den 12 november 1961 återinvigdes kyrkan av biskop John Cullberg. År 1990 genomfördes en ombyggnad då bland annat ny huvudentré tillkom, kapprummet byggdes om, och nuvarande orgel med 10 stämmor tillkom. Även ny predikstol och nytt altare skaffades in. Åren 2006-2007 gjordes en utbyggnad så att hela församlingskansliet kunde få plats i brukskyrkans lokaler. Tidigare var församlingskansliet inrymt i en prästgård.
Kyrkobyggnaden har ett brant valmat tak som är klätt med skiffer och ytterväggar klädda med rödmålad stående träpanel. 
Väster om byggnadskomplexet finns en fristående klockstapel av trä med öppen konstruktion. Stapeln är uppförd i december 1973. I stapeln hänger kyrkklockor gjutna 1948 vid Kohlswa Jernverks AB.

## Inventarier
- 1946 byggde Åkerman & Lund, Sundbybergs stad en orgel med 12 stämmor.
- Nuvarande orgel är byggd och levererad 1988 av Olof Hammarberg i Göteborg och invigd 1990. Orgeln är placerad i koret i motsats till tidigare orgel som fanns på en läktare. Orgeln använder mekanisk teknik vilket gör att tonen framkallas direkt när tangenten trycks ned.

| Huvudverk I  | Svällverk II      | Pedal      | Koppel |
| Principal 8' | Gedakt 8'         | Subbas 16' | I/P    |
| Rörflöjt 8'  | Fugara 8'         |            | II/P   |
| Oktava 4'    | Koppelflöjt 4'    |            | II/I   |
| Mixtur II    | Flautino 2'       |            |        |
|              | Sesquialtera II   |            |        |
|              | Crescendosvällare |            |        |

### Webbkällor
- anläggningspresentation
- Köpings kyrkliga samfällighet